# 綾小路きみまろ
綾小路 きみまろ（あやのこうじ きみまろ、本名：假屋 美尋〈かりや よしひろ〉、1950年12月9日 - ）は、日本の漫談家、お笑いタレント。

## 人物
鹿児島県志布志市出身。5代目鈴々舎馬風門下。あん摩マッサージ指圧師の国家資格を保有（鍼灸師は保有していない）。現在の家族構成は本人、5歳年下の弟、妻、子供3人。父親は1997年、自身が40代後半の時に亡くなったが、生前は馬の種付けや農業をしていた傍ら、戦時中は徴兵されて戦地に出向いた事もある。
鹿児島県立末吉高等学校、拓殖大学商学部卒業。身長165cm、体重70Kg。血液型はO型。
鈴々舎馬風一門として「落語協会」会員である。ブレイク以後、寄席に出演することはほとんどないが、籍を置き続けている。また、歌謡ショーの司会者統括団体である『日本司会芸能協会』の理事も務めた。現在は顧問。
芸風は立川談志、上岡龍太郎、ビートたけし、毒蝮三太夫等によって確立された毒舌漫談というジャンルであるが、中高年世代が持つ人生の悲哀をユーモラスに語るのが特徴で、とりわけ中高年（メインは1940年代後半以降のいわゆる団塊世代。なお、きみまろ自身も1950年生まれの為、団塊世代にあたる）に人気が高いため「中高年のアイドル」とも言われる。しかし本人は「毒蝮三太夫さんの様に『クソババア』とは言えない」と述べている（漫談の基本スタイルやきみまろ自身がいつも口にしているセリフについては#きみまろの漫談スタイル・傾向を参照の事）。きみまろ自身、50歳を超えてようやくブレイクした事から、「遅咲き」と自負している。
山梨県南都留郡富士河口湖町に別荘「きみまろ亭」を持つ。別荘ではあるが、自身の自宅である。2003年に第一生命主催の「サラリーマン川柳」からの盗用を認め謝罪した。一時のブーム沈静化後にはテレビ出演する機会が減ったが、地方では1日に2回公演・3回公演と精力的に営業を行ない、2004年、山梨県の長者番付で2位となる。同年に清水國明とともに、富士河口湖町の特別町民の第1号として表彰された。
カツラを使用している事をマスメディアで自ら打ち明け、本人もカツラ（ヘアピース）を認めている。揉みあげは地毛で、あとは「ズッポリ」だという。また、髪を後ろで束ねている部分については、下半分が地毛で上半分がカツラの髪であると『SmaSTATION!!』で香取慎吾に明かしており、これは万が一のときにカツラが完全に取れてしまわないようにするためである。
痛風・高血圧・睡眠時無呼吸症候群の持病がある事も自身の著書で度々公開している。
趣味は農作業、草むしり、ジョギング、骨董品の収集。

## 来歴
- 1969年
  - 司会者を目指す為上京。父親からは餞別の1万円しか貰えず、その金で夜行列車に乗り上京したという。新聞販売店で働きながら1年浪人した後、1970年に拓殖大学に入学。たまたま配達先の病院に足立区梅島でキャバレーを営む患者が入院しており、専属司会として雇われる。その後新宿区にあるキャバレーに移り、また同区四ッ谷にあるマッサージ師養成学校で資格をとる。同区歌舞伎町のキャバレーで、春日八郎、殿さまキングス、ツービート、ディックミネ、淡谷のり子、ケーシー高峰と出会う。
- 1979年
  - 司会業を辞め、日劇より漫談家としてデビュー。同郷の森進一や、小林幸子、伍代夏子などのコンサートの司会を務める。この頃からサービスエリアで休息中の観光バスに自作の漫談テープを配布しており、主に自宅を新築した山梨県内や静岡県の御殿場市周辺で配布していた。
  - 芸名はポール牧がコントで、学ランを着てど近眼の眼鏡をかけるというキャラクターで使っていた架空の名前「綾小路きもまろ」から。最初は無断で借用していたが、後に牧本人に直談判した末に使用を許される[4]。長い下積み時代に1年間だけ「山本一貴」と芸名を変えた事があるが、彼自身はこの1年間を抹消したいとのこと。また、本名をもじった「狩屋きみまろ」と名乗った時期もある[注 2]。
- 1989年
  - 『ザ・テレビ演芸』（テレビ朝日）の「とびだせ笑いのニュースター・10週勝ち抜き戦」コーナーに「まろ」名義で出場するも、王者のお笑いコンビ・ARARAに2-3で敗れる。
- 1993年
  - 「きみまろ」名義でワーナーミュージック・ジャパンより「ねぇ、聞いてんの！〜中高年悲哀物語〜」（B面『なげきのブルース』）でCDデビュー。漫談でありながら曲調はトランスという斬新的な企画ではあったがこの時点ではまだ脚光を浴びる事は無かった（12年後の2005年に「きみまろトランス」で同じコンセプトのCDをリリースしている）。
- 1994年（狩屋きみまろ時代）
  - 『はぐれ刑事純情派』part7（テレビ朝日）第18話「みちのく温泉郷白い手袋の女」（1994年8月3日放送、小林幸子がメインゲストの回）。烏山公三役。禿頭を公開している。
- 2002年
  - 漫談CD・カセットテープ『爆笑スーパーライブ第1弾! 中高年に愛をこめて...』のリリースにより注目を浴びる。
  - 独演会の様子を書籍化。
- 2003年
  - 「サラリーマン川柳」（第一生命）からの盗用が発覚し、謝罪会見を行う。
  - 第17回日本ゴールドディスク大賞で企画・アルバム・オブ・ザ・イヤー受賞。
  - 各種DVD・書籍の発売。
  - 『笑っていいとも!』（フジテレビ）に半年間レギュラー出演（隔週火曜日）。
  - 第54回NHK紅白歌合戦（NHK総合・ラジオ第1）に白組の応援ゲストとして出演。漫談を披露[注 3]。
- 2004年
  - 漫談『交通安全漫談』をリリース。第41回ゴールデン・アロー賞「話題賞」を受賞。
  - 浅草芸能大賞奨励賞を受賞。
- 2005年
  - 『きみまろトランス』をリリース。第47回日本レコード大賞（TBSテレビ・ラジオ）「企画賞」を受賞。
  - 「第56回NHK紅白歌合戦」（NHK総合・ラジオ第1）にゲスト出演。
- 2007年
  - ニンテンドーDSソフト『毎日が楽しい!綾小路きみまろのハッピー手帳』をリリース。
- 2008年
  - 『スタジオパークからこんにちは』（NHK総合）にゲスト出演。
  - 9月19日発売『週刊ポスト』10/03日号（小学館）より、『綾小路きみまろ「夫婦のゲキジョー」』連載開始（現在も連載中）
- 2009年
  - NHK BS2（2011年度からはNHK総合）の『ごきげん歌謡笑劇団』にレギュラー出演。2012年3月まで番組進行を務めた。
- 2010年
  - 『第61回NHK紅白歌合戦』（NHK総合・ラジオ第1）にゲスト出演（森進一、天童よしみの曲紹介）。
- 2012年
  - テレビ朝日『笑わせます聴かせます まろまろ一笑懸命』を9月17日、2013年5月26日、2015年1月4日と、綾小路しんまろ（香取慎吾）との共同司会で番組進行をする。
- 2014年
  - テレビ大阪『綾小路きみまろの人生ひまつぶし』で初のレギュラー冠番組司会。
- 2025年
  - 3月1日、桂米助からのオファーを受け新宿末廣亭3月上席昼の部「四代目桂米丸追善興行」初日に出演。きみまろが寄席の興行に出演すること自体がまれであるが、さらに珍しい、自身が所属しない落語芸術協会主催興行への出演となった[5]。

## きみまろの漫談スタイル・傾向
- きみまろのステージ上のファッションはカツラと扇子、それに背広に燕尾服。
- 入場の挨拶では「ようこそいらっしゃいました、御元気でしょうか」。また、「気力の無い拍手を頂き、誠に有難うございます」と挨拶する事もある。
- 『たけしの誰でもピカソ』に出演した際、ビートたけしもきみまろも全く売れない苦しい時期に同じ舞台に出演していた縁があり、楽屋では懐かしい感激の対面を果たした。「きみまろさんってあの時のきみまろさん…」とたけしが語りかけ、お互い先の見えない苦しい時期を思い出したのか感極まって涙を流し合い肩を抱き合うほどだった。その後のネタを収録する時にも感情が高まり途中声が出なくなる場面があった。
- ライブの始まりでは、特に女性客に対して「綺麗ですね」と褒めちぎった後、「私は女性を見る目が無いのです」とオチをつける。
- きみまろを語る上で欠かせないのが、「あれから40年」のフレーズである。
- 老化現象、高齢化社会、物忘れ、アルツハイマー、痴呆症、カツラを引き合いにしたフレーズが多い。また、中高年以降の夫婦の確執をネタにする事もある。
- 内容が少し度を超えてしまった時は「私も人の事をどうこう言える顔ではありません」とフォローしている。本人によると、「毒舌と言っても言いっ放しでは客に迷惑を掛けてしまいかねない」との事。
- 「上になったり下になったりする」などの性的表現もある。
- また、きみまろのネタには前述の通り、「クソジジイ」「クソババア」と言うセリフは一切使用されていない。例外として、「自転車をこいでいた中高年の女性が、後ろから来たトラックの運転手に『コラー、クソババア!』と怒鳴られる」という小話があるが、これもきみまろから観客に向けられた言葉ではない。
- きみまろ自身、ライブの客は60代以上の中高年がほとんどである事から「ジジイ、ババアの養殖場」と形容している。また、客の事を「昭和枯れすすきの皆さん」と表現する事もある。きみまろのライブにはきみまろよりも遥かに年長の80歳以上の高齢者が来ている事も珍しくなく、彼らに対しても情け容赦の無いフレーズを掛ける事も少なくない。会場によっては「敬老の日よりも高齢者が多い」との事。また、きみまろのライブの客には90歳以上の所謂「超高齢者」が来る事もあり、ライブの音源の中できみまろが相当年老いた客に年齢を尋ねた所、「93歳」と回答された事もある。最近のパターンとしては40代後半や50代を「中高年予備軍」と形容する事がある。
- 実際の身長は165cmだが、ネタの中では「179cm」としている。
- ライブでは自分の事を「ウィリアム」と称している。また、「潜伏期間30年」のフレーズも多用している。自身が自称している潜伏期間とは1969年頃から1999年頃までの期間とする説や、1972年頃から2002年頃までとしている説がある[要出典]。
- ライブでの一人称は主に「私」であるが、時折「きみまろ」と言う事もある。
- きみまろにとって、「避けて通れない事」は2つあり、それは「呼ばれないと来られない事」「客を選べない事」。
- ライブは地方で行われる事が多い為、例えば、東北地方から最終の新幹線で東京に戻った後、東京駅前のホテルに泊まり、翌朝西日本方面に向かうというスケジュールも多い。しかしその一方、千葉・神奈川・静岡・茨城・埼玉等の関東近県のライブや東京キー局でテレビの収録があった時は日帰り出来る為、自宅で妻と食事をする事が出来ると言う。
- 新ネタの考案は夜寝る布団の中でする事が多く、ベッドの隅にはメモ帳（本人曰く「ネタ帳」）と筆記用具が据え置かれている[注 4]。また、自宅で趣味の農作業の合間にもネタの発声練習をする事もある。
- 最後は必ず「一言多かった事を心からお詫び申し上げます」と締めくくる。
- きみまろの初代のCDでは、1トラックのみで約44分も収録されていたが、それ以降はいくつかのトラックに分割している。
- きみまろの漫談はCD・カセットの2セットで販売されている。また、CD・カセット共に「ライブでの公演を基に録音されていますので、聞き苦しい部分がある事をお許し下さい」の断りがある。収録時間は何れの作品も約40分。2010年元旦に発売されたCDではテープ音源のきみまろの漫談が約20分の2セットで収録されている。
- 「きみまろトランス」では、トランスの楽曲では珍しく、カセットも販売されている。
- ステージやホールのみならず、老人ホームや刑務所、果ては暴力団の事務所でライブをした事もある。
- きみまろの第1集のCDの演目「中高年に愛を込めて…」は2000年年末に東京・新宿にある新宿末広亭のホールで初披露され、翌年2001年初頭にある演芸場近くの鰻料理専門店にて師匠と面接して許可を得た事で落語家デビューしている[注 5]。
- CD販売に関しては当初、きみまろはあまり乗り気では無かったが、カセットテープに録音しただけでは本人の名前が歴史に残せない事、そしてきみまろの漫談は中高年がほとんどである事からCDで聴いている世代にも是非きみまろの漫談を聞いて欲しいといった事から、CD販売に踏み切った経緯がある。
- 「きみまろの漫談を聴いて年老いた家族の病気が良くなった」との評価を受けたこともアリ、きみまろの漫談は老化防止や病気の進行の歯止めには殊の外適しているとされている。
- 2007年頃に海外進出を果たし、第3集のCDのかなり後の部分でニューヨークで自身のライブを開いていた事のフレーズが収録されている。
- 2008年初頭に発売された第3集のCDでは、きみまろの第1集のCDが160万枚と、予想以上の売れ行きを示した事を公表したフレーズが収録されている。本人曰く「見た事も無い税金を払った」との事。
- 2010年元日に発売されたCDでは、きみまろが1990年代にサービスエリアで自作のテープを配布していた物の2セットをそのまま収録している。また、この作品は1990年代の音源をそのまま収録している事から、「痴呆症」等のフレーズは一切差し替えられていない。ジャケットの表紙裏にはきみまろのこれまでの半生と経歴、そしてきみまろのスナップ写真の数々が掲載されている。
- 2009年からバスツアーで漫談する機会が増え、観光する体力が無いという理由でバスツアー後はホテルへ直行し、ホテルの一室に籠もりつつ当日録音した自身の漫談を聴いては反省し改良・新ネタ作成を積み重ねている。
- 本人によると、「痛風の持病がある中でもスケジュールは数年先までぎっしり埋まっている」との事。前述の通り、痛風持ちの中でも痛み止め等の投薬治療をする事で痛風持ちの体にムチ打って乗り切っている。
- NHK『クローズアップ現代』で彼の漫談スタイルについて取り上げられた事もある。この時頻繁に取り上げるネタとして語られた事として「冷え切った夫婦関係(35%)」「容貌の衰え(32%)」「死や病気(28%)」があるが、その事を司会の国谷裕子が真面目な顔で語っている姿が話題を呼んだ。なお、この日の放送の後半では毒蝮三太夫とアナウンサーが対談している。
- 前述の通り、落語協会に在籍しているが寄席の定席興行への出演機会は少ない。しかし2025年3月1日の新宿末廣亭・落語芸術協会定席興行に久しぶりに出演した事が契機となり、翌月以降は落語協会の定席興行に月1回ではあるが顔付けされるようになった。

## 出演

### バラエティ
出演中
- 綾小路きみまろTV（月1回・チャンネルNECO）

過去
- タモリ倶楽部（テレビ朝日） - 狩屋きみまろ名義（1993年11月12日）同じ所属事務所の小林幸子専属司会者として出演。厄年の1993年に歌手デビューした。
- 森田一義アワー 笑っていいとも!（フジテレビ、2003年2月18日・2月23日、4月 - 9月は隔週火曜日出演、2005年7月11日）
- 綾小路きみまろの人生ひまつぶし（テレビ大阪）
- サルヂエ（中京テレビ） - サルの小路きみまろ名義で、問題VTRに出演
- いきなり!黄金伝説。（テレビ朝日）不定期出演
- 世界が驚いたニッポン! スゴ〜イデスネ!!視察団（テレビ朝日）番組プレゼンターとして出演
- 笑わせます聴かせます まろまろ一笑懸命（テレビ朝日、2012年9月17日・2013年5月26日・2015年1月4日）

### CM

#### テレビ
- 稲葉製作所 「イナバ物置」（1980年、稲葉庄一社長と共演）
- 明治製菓「テオブロココア」（2004年）
- ユニデン「ハイビジョン対応液晶ワイドテレビ」（2005年 - 2006年）
- 大信販（パーティーの司会者（声の出演）。参加者として藤谷美和子が出演）
- はごろもフーズ「ぱぱっとライス」（きみまろ自身の似顔絵が付いた杓文字のアニメと声の出演）（2007年 - 2009年）
- キッコーマン「Pearl Soy Milk」（同社がアメリカで販売している豆乳のCM。アメリカ国内の日本語チャンネルで放送）
- パナソニック「ルミックスTZ3・TZ5」（2007年3月 - 2008年、長山藍子と共演）
- UHA味覚糖「マルチビタミンのど飴」
- フジ日本精糖「キープ・フラワー」（2009年）
- KDDI／沖縄セルラー電話「au by KDDI 簡単ケータイシリーズ」（2009年）
- スカパー!「時代劇特集」（2008年 - 2011年）
- 森永製菓「甘酒 芸能人甘酒クラブ巡業中 ライブ編」（小野真弓、ダンディ坂野と共演）（2010年 - 2011年）
- 日本農産工業「ヨード卵・光」（2012年）声の出演[6]
- 東京ガス
  - バリューリース（2013年9月 - 、綾野剛と共演[7]）
  - ピピッとコンロ 「アヤノグリル」篇（2014年9月13日 - ）[8]
- 新進「きみまろの高菜漬」、「きみまろのつぼ漬け」（ともに2013年 - 2014年）
- ユニリーバ・ジャパン「ドメスト」（2017年 - 2021年）[9]
- 東京スター銀行（2015年10月 - 2018年12月）
- モノ・ループ（2020年9月 - 、東海3県・北陸ローカル）[10]
- オリックス生命保険「医療保険 キュア・サポート・プラス」、「ファインセーブ」（ともに2022年）

#### ラジオ
- 日立製作所「日立マーク5 見聞録『ラジオとテレビの違い』」（1978年）

### ナレーション
- 映画『武士の家計簿』予告編（2010年）
- 株式会社ファンケルヘルスサイエンス「大人のカロリミット」　同窓会「立派」篇／乙女太め篇（2014年 - 2016年）、大人女子篇（2016年）

### テレビドラマ
- はぐれ刑事純情派 第7シリーズ（1994年） - 鳥山公三 役

## ディスコグラフィー

### シングル
|     | 発売日         | タイトル                                       | 規格品番                        | 収録曲 | 備考                                                                   |
| --- | -------------- | ---------------------------------------------- | ------------------------------- | --- | ---------------------------------------------------------------------- |
|     | 1993年         | きみまろ ねぇ、聞いてんの！〜中高年悲哀物語〜… |                                 | | 「狩屋きみまろ」名義                                                   |
| 1st | 2004年11月24日 | きみまろの「やってられなぁーい!?」             | TECA-10661                      | 1. きみまろの「やってられない！？」 2. きみまろの「やってられない！？」（カラオケ・台詞なし） 3. きみまろの「やってられない！？」（カラオケ・歌なし） 4. きみまろの「やってられない！？」（カラオケ・台詞・歌なし）                                         | 「綾小路きみまろ Featuring マリア」名義 オリコン最高32位、登場回数64回 |
| 2nd | 2014年09月17日 | きみまろのあれから40年                         | TECA-12550:CD TECA-15556:CD+DVD | CD 1. きみまろのあれから40年 2. ぴんぴんころりぴんころり 3. きみまろのあれから40年 (コーラス入りカラオケ) 4. ぴんぴんころりぴんころり (コーラス入りカラオケ) DVD 1. きみまろのあれから40年 (ミュージックビデオ) 【作詞:綾小路きみまろ/作曲編曲:伊戸のりお】 | オリコン最高115位、登場回数7回                                         |

### アルバム
|     | 発売日                                            | タイトル                                                               | 規格品番                                                        | 備考                                                                  |
| --- | ------------------------------------------------- | ---------------------------------------------------------------------- | --------------------------------------------------------------- | --------------------------------------------------------------------- |
| 1st | 2002年09月30日 2012年12月12日(期間限定特別価格盤) | 綾小路きみまろ 爆笑スーパーライブ第1集! 中高年に愛を込めて…            | TECE-25350:CD TETE-25350:カセット TECE-3141:期間限定特別価格盤  | 160万枚 ゴールドディスクミリオン認定。 オリコン最高3位、登場回数284回 |
| 2nd | 2004年04月27日                                    | 交通安全漫談                                                           | TECE-10491                                                      | オリコン最高14位、登場回数83回                                        |
| 3rd | 2005年07月21日                                    | きみまろトランス                                                       | TECE-25580                                                      | オリコン最高35位、登場回数28回                                        |
| 4th | 2006年01月25日 2012年12月12日(期間限定特別価格盤) | 綾小路きみまろ 爆笑スーパーライブ第2集! ガンバッテいただきたいの…      | TECE-25632:CD TETE-25632:カセット TECE-3142:期間限定特別価格盤  | 60万枚 オリコン最高4位、登場回数141回                                 |
| 5th | 2008年01月20日                                    | 綾小路きみまろ 爆笑スーパーライブ第3集! 知らない人に笑われ続けて35年   | TECE-30746:初回生産限定盤 TECE-28747:通常盤 TETE-28747:カセット | オリコン最高5位、登場回数117回                                        |
| 6th | 2010年01月01日                                    | 綾小路きみまろ 爆笑スーパーライブ第0集!すべてはここから始まった        | TECE-25902:CD TETE-25902:カセット                               | ※ゴールドディスク認定 オリコン最高47位、登場回数26回                  |
| 7th | 2010年10月20日                                    | 綾小路きみまろ 爆笑スーパーライブ第4集!〜拝啓 中高年＆予備軍の皆様へ〜 | TECE-28968                                                      | オリコン最高29位、登場回数51回                                        |
| 8th | 2011年10月26日                                    | 爆笑漫談名演集!                                                        | TECE-30000                                                      | オリコン最高50位、登場回数14回                                        |
| BOX | 2011年12月14日                                    | 爆笑スーパーライブ 大全集!                                             | 00CE-1001                                                       | オリコン圏外                                                          |
| 9th | 2013年07月17日                                    | 爆笑スーパーライブ第5集! いろいろ言うけど、気にしてね!?                | TECE-3157                                                       | オリコン最高25位、登場回数27回                                        |

### ビデオソフト
|      | 発売日                        | タイトル                                                                                   | 規格品番                                                    | 備考                                   |
| ---- | ----------------------------- | ------------------------------------------------------------------------------------------ | ----------------------------------------------------------- | -------------------------------------- |
| 1st  | 2003年06月11日 2012年12月12日 | 綾小路きみまろ 爆笑!エキサイトライブビデオ-最近、あなたは腹の底から笑ったことがありますか? | TEVE-32017:VHS TEBE-32017:DVD TEBE-26121:期間限定特別価格版 | 25万本 オリコン最高11位、登場回数93回  |
| 2nd  | 2005年05月25日 2012年12月12日 | 爆笑! エキサイトライブビデオ 第2集                                                         | TEVE-32031:VHS TEBE-32031:DVD TEBE-26122:期間限定特別価格版 | 20万本 オリコン最高19位、登場回数142回 |
| 3rd  | 2008年10月18日                | 〜芸能生活35周年記念〜爆笑! エキサイトライブビデオ 第3集 -中高年よ! 大志を抱け-            | TEBE-38049                                                  | オリコン最高3位、登場回数84回          |
| 4th  | 2011年04月20日                | 爆笑!エキサイトライブビデオ 第4集 〜中高年よ!人生はこれからだ!〜                           | TEBE-38089                                                  | オリコン最高36位、登場回数37回         |
| Best | 2012年09月26日                | 綾小路きみまろ 爆笑!エキサイトライブビデオ大全集                                           | 00BE-1                                                      | オリコン圏外                           |
| 5th  | 2013年03月20日                | 爆笑!最新ライブ名演集 〜きみまろさん、それは言いすぎです!〜                                | TEBE-35123                                                  | オリコン最高127位、登場回数9回         |
| 6th  | 2014年09月17日                | 爆笑!エキサイトライブビデオ 第5集 〜人生ないものねだり〜                                   | TEBE-38167                                                  | オリコン最高55位、登場回数16回         |
| 7th  | 2015年03月18日                | 綾小路きみまろの人生ひまつぶし第1巻                                                        | TEBE-28184                                                  | オリコン圏外                           |
| 8th  | 2015年03月18日                | 綾小路きみまろの人生ひまつぶし第2巻                                                        | TEBE-28185                                                  | オリコン圏外                           |
| 9th  | 2015年07月22日                | 綾小路きみまろの人生ひまつぶし第3巻 愛媛・長野編                                           | TEBE-28191                                                  | オリコン圏外                           |
| 10th | 2015年07月22日                | 綾小路きみまろの人生ひまつぶし第4巻 広島・茨城編                                           | TEBE-28192                                                  | オリコン圏外                           |

### その他
- 任天堂DSソフト「毎日が楽しい!綾小路きみまろのハッピー手帳」（2007年）
- きみまろ DVDラジカセ・CDラジカセ（これには非売品の「綾小路きみまろ 爆笑!スーパーミニライブ体験版CD」が人数限定で付随する）

## 著書
- 『有効期限の過ぎた亭主・賞味期限の切れた女房 綾小路きみまろ独演会』PHP研究所, 2002.11　のち文庫
- 『きみまろ流』PHP研究所, 2003.10  2005年に『こんな女房に誰がした? きみまろ人生劇場』と改題され文庫本化
- 『きみまろ! 爆笑毒舌「ネタ帳」150連発!』ベストセラーズ, 2004.8
- 『こんな夫婦に誰がした? 謹んでお慶び申し上げます』PHP研究所, 2006.1 文庫、2007
- 『失敗は、顔だけで十分です。 爆笑ネタ180連発!』(PHP文庫) 2006.8
- 『妻の口一度貼りたいガムテープ』PHP研究所, 2007.2 文庫、2009
- 『一つ覚えて三つ忘れる中高年』PHP研究所, 2008.2 文庫、2010
- 『私は名もない毛もないきみまろと申します 昭和ポップきみまろ!』荒木経惟写真. ベストセラーズ, 2008.6
- 『あの顔その顔この顔で謹んでお慶び申し上げます』小学館, 2008.9　文庫、2011
- 『男も女も五十を過ぎたら内臓勝負です!』PHP研究所, 2009.2　文庫、2011
- 『中高年、登りきってもいないのに下り坂』PHP研究所, 2010.3　文庫、2012
- 『中高年、鼻で確かめる消費期限』PHP研究所, 2011.3
- 『老婆は一日にして成らず』PHP研究所, 2012.4
- 『綾小路きみまろのすべてがわかる公式ファンブック メジャーデビュー10周年謹んでお慶び申し上げます 秘蔵写真や初公開エピソードも満載』講談社, 2013.4
- 『きみまろ「夫婦川柳」傑作選』編 小学館, 2014.6 文庫、2016
- 『きみまろ「夫婦川柳」傑作選 2 (奥様が笑う家には福来たる)』編 小学館, 2016.3 文庫、2017
- 『しょせん幸せなんて、自己申告。』朝日新聞出版, 2017.10
- 『綾小路きみまろ爆笑フォーエバー 祝!メジャーデビュー15周年』文藝春秋, 2017.7
- 『書きとりきみまろ 1日1ネタ!40日間、読んで、笑って、なぞって、字も美しく!!』講談社, 2017.8
- 『きみまろ「夫婦川柳」傑作選 3』編. 小学館, 2019.6　文庫、2021
- 『我が家は前からソーシャル・ディスタンス』マキノ出版, 2021.12

2007年11月現在、単行本47万部・文庫本94万部、総計141万部を販売
その他、2008年9月19日より『週刊ポスト』（小学館）誌上において、『綾小路きみまろ「夫婦のゲキジョー」』を連載中。人気を博している。